# Kirk McLean
Kirk Alan McLean, född 26 juni 1966 i Willowdale, Ontario, är en kanadensisk före detta professionell ishockeymålvakt. McLean spelade i NHL för New Jersey Devils, Vancouver Canucks, Carolina Hurricanes, Florida Panthers och New York Rangers.

## NHL
Kirk McLean valdes som 107:e spelare totalt i NHL-draften 1984 av New Jersey Devils. Han spelade 6 matcher i NHL för New Jersey 1985–86 och 1986–87 innan klubben bytte bort honom till Vancouver Canucks 15 september 1987.
McLean spelade 41 matcher sitt första år i Vancouver, 1987–88, och 42 matcher 1988–89. 1989 nådde McLean också för första gången slutspelet med Vancouver där man förlorade på övertid i match 7 i första rundan mot Calgary Flames. 1989–90 ledde McLean ligans målvakter med 63 spelade matcher, 3739 minuters speltid och 1581 räddningar. McLeans starkaste år kom 1991–92 då han spelade 65 matcher, ledde ligans målvakter med 38 vinster och kom tvåa i valet till Vezina Trophy som årets målvakt efter Patrick Roy.
McLean fortsatte sitt starka spel i Vancouver 1992–93 och 1993–94 samtidigt som laget i sig också hade blivit allt starkare och mer framgångsrikt, anfört offensivt av lagkaptenen Trevor Linden och ryske dynamon Pavel Bure. I slutspelet 1994 nådde McLean sin kulmen som spelare och hans storspel var en ledande orsak till att Vancouver nådde final där man förlorade mot New York Rangers.
McLean spelade i Vancouver fram till och med 1997–98. 3 januari 1998 bytte Vancouver bort honom till Carolina Hurricanes. McLean spelade 8 matcher för Carolina innan han byttes bort till Florida Panthers 24 mars 1998. Han spelade 37 matcher för Florida fram till och med 1998–99. 13 juli 1999 skrev McLean på ett kontrakt med New York Rangers. Han spelade 43 matcher för Rangers fram till och med 2000–01.

## Spelstil
Kirk McLean var en av de sista målvakterna i NHL som framgångsrikt spelade utifrån den så kallade stå-upp-stilen, i vilken målvakten har en stående utgångspunkt och inte går ner på isen om han inte måste.

## Räddningen
Under NHL-slutspelet 1994 med Vancouver Canucks gjorde McLean en räddning i den första övertidsperioden i match 7 i första rundan mot Calgary Flames som i Vancouver kallas "The Save", "Räddningen". Calgary kom i ett anfall 3 mot 1 och Theo Fleury frispelade Robert Reichel som bara skulle skjuta in pucken i öppet mål, men McLean kastade sig på isen och sparkade ut pucken på mållinjen. Måldomaren bakom sargen signalerade felaktigt för mål. Vancouver vann sedan matchen och hela matchserien i andra övertidsperioden efter ett mål av Pavel Bure. Vancouver slog sedan ut Dallas Stars och Toronto Maple Leafs innan man förlorade mot New York Rangers i finalen.

## Statistik
SM = Spelade matcher, V = Vinster, F = Förluster, O = Oavgjorda, MIN = Spelade minuter, IM = Insläppta Mål, N = Nollor, GIM = Genomsnitt insläppta mål per match, S = Skott på mål, R = Räddningar, R% = Räddningsprocent, M = Mål, A = Assist, Utv. = Utvisningsminuter

### Grundserie
| Säsong     | Lag                 | Liga       | SM  | V   | F   | O  | MIN   | IM   | N  | GIM  | S     | R     | R%   | M | A  | Utv. |
| ---------- | ------------------- | ---------- | --- | --- | --- | -- | ----- | ---- | -- | ---- | ----- | ----- | ---- | - | -- | ---- |
| 1982–83    | Don Mills Flyers    | MTHL       | 26  |     |     |    | 1575  | 52   | 0  | 2.01 |       |       |      |   |    |      |
| 1983–84    | Oshawa Generals     | OHL        | 17  | 5   | 9   | 0  | 940   | 67   | 0  | 4.28 | —     | —     | —    | 0 | 0  | 11   |
| 1984–85    | Oshawa Generals     | OHL        | 47  | 23  | 17  | 2  | 2581  | 143  | 1  | 3.32 | —     | —     | —    | 0 | 1  | 6    |
| 1985–86    | Oshawa Generals     | OHL        | 51  | 24  | 21  | 2  | 2380  | 169  | 1  | 3.58 | —     | —     | —    | 0 | 0  | 8    |
| 1985–86    | New Jersey Devils   | NHL        | 2   | 1   | 1   | 0  | 111   | 11   | 0  | 5.95 | 59    | 48    | .814 | 0 | 0  | 0    |
| 1986–87    | Maine Mariners      | AHL        | 45  | 15  | 23  | 4  | 2606  | 140  | 1  | 3.22 | 1316  | 1176  | .894 | 0 | 1  | 6    |
| 1986–87    | New Jersey Devils   | NHL        | 4   | 1   | 1   | 0  | 160   | 10   | 0  | 3.75 | 73    | 63    | .863 | 0 | 0  | 0    |
| 1987–88    | Vancouver Canucks   | NHL        | 41  | 11  | 27  | 3  | 2380  | 147  | 1  | 3.71 | 1178  | 1031  | .875 | 0 | 2  | 8    |
| 1988–89    | Vancouver Canucks   | NHL        | 42  | 20  | 17  | 3  | 2477  | 127  | 4  | 3.08 | 1169  | 1042  | .891 | 0 | 1  | 6    |
| 1989–90    | Vancouver Canucks   | NHL        | 63  | 21  | 30  | 10 | 3739  | 216  | 0  | 3.47 | 1804  | 1588  | .880 | 0 | 3  | 6    |
| 1990–91    | Vancouver Canucks   | NHL        | 41  | 10  | 22  | 3  | 1969  | 131  | 0  | 3.99 | 983   | 852   | .867 | 0 | 0  | 4    |
| 1991–92    | Vancouver Canucks   | NHL        | 65  | 38  | 17  | 9  | 3852  | 176  | 5  | 2.74 | 1780  | 1604  | .901 | 0 | 5  | 0    |
| 1992–93    | Vancouver Canucks   | NHL        | 54  | 28  | 21  | 5  | 3261  | 184  | 3  | 3.39 | 1615  | 1431  | .886 | 0 | 1  | 16   |
| 1993–94    | Vancouver Canucks   | NHL        | 52  | 23  | 26  | 3  | 3128  | 156  | 3  | 2.99 | 1430  | 1274  | .891 | 0 | 4  | 2    |
| 1994–95    | Vancouver Canucks   | NHL        | 40  | 18  | 12  | 10 | 2374  | 109  | 1  | 2.75 | 1140  | 1031  | .904 | 0 | 1  | 4    |
| 1995–96    | Vancouver Canucks   | NHL        | 45  | 15  | 21  | 9  | 2645  | 156  | 2  | 3.54 | 1292  | 1136  | .879 | 0 | 2  | 6    |
| 1996–97    | Vancouver Canucks   | NHL        | 44  | 21  | 18  | 3  | 2581  | 138  | 0  | 3.21 | 1247  | 1109  | .889 | 0 | 2  | 2    |
| 1997–98    | Vancouver Canucks   | NHL        | 29  | 6   | 17  | 4  | 1583  | 97   | 1  | 3.68 | 800   | 703   | .879 | 0 | 0  | 0    |
| 1997–98    | Carolina Hurricanes | NHL        | 8   | 4   | 2   | 0  | 401   | 20   | 0  | 2.99 | 181   | 160   | .889 | 0 | 1  | 0    |
| 1997–98    | Florida Panthers    | NHL        | 7   | 4   | 2   | 1  | 406   | 22   | 0  | 3.25 | 207   | 185   | .894 | 0 | 0  | 0    |
| 1998–99    | Florida Panthers    | NHL        | 30  | 9   | 10  | 4  | 1597  | 73   | 2  | 2.74 | 727   | 654   | .900 | 0 | 0  | 2    |
| 1999–00    | New York Rangers    | NHL        | 22  | 7   | 8   | 4  | 1206  | 58   | 0  | 2.89 | 558   | 500   | .896 | 0 | 1  | 2    |
| 2000–01    | New York Rangers    | NHL        | 23  | 8   | 10  | 1  | 1220  | 71   | 0  | 3.49 | 639   | 568   | .889 | 0 | 0  | 0    |
| NHL totalt | NHL totalt          | NHL totalt | 612 | 245 | 262 | 72 | 35090 | 1904 | 22 | 3.26 | 16882 | 14978 | .887 | 0 | 23 | 58   |

### Slutspel
| Säsong     | Lag               | Liga       | SM | V  | F  | MIN  | IM  | N | GIM  | S    | R    | R%   | M | A | Utv. |
| ---------- | ----------------- | ---------- | -- | -- | -- | ---- | --- | - | ---- | ---- | ---- | ---- | - | - | ---- |
| 1984-85    | Oshawa Generals   | OHL        | 5  | 1  | 3  | 271  | 21  | 0 | 4.65 | —    | —    | —    | — | — | —    |
| 1985-86    | Oshawa Generals   | OHL        | 4  | 1  | 2  | 201  | 18  | 0 | 5.37 | —    | —    | —    | — | — | —    |
| 1988-89    | Vancouver Canucks | NHL        | 5  | 2  | 3  | 302  | 18  | 0 | 3.57 | 167  | 149  | .892 | 0 | 0 | 0    |
| 1990-91    | Vancouver Canucks | NHL        | 2  | 1  | 1  | 123  | 7   | 0 | 3.41 | 66   | 59   | .894 | 0 | 0 | 0    |
| 1991-92    | Vancouver Canucks | NHL        | 13 | 6  | 7  | 785  | 33  | 2 | 2.54 | 364  | 331  | .909 | 0 | 1 | 0    |
| 1992-93    | Vancouver Canucks | NHL        | 12 | 6  | 6  | 754  | 42  | 0 | 3.34 | 369  | 327  | .886 | 0 | 3 | 0    |
| 1993-94    | Vancouver Canucks | NHL        | 24 | 15 | 9  | 1544 | 59  | 4 | 2.29 | 820  | 761  | .928 | 0 | 1 | 0    |
| 1994-95    | Vancouver Canucks | NHL        | 11 | 4  | 7  | 660  | 21  | 0 | 3.27 | 336  | 315  | .893 | 0 | 1 | 0    |
| 1995-96    | Vancouver Canucks | NHL        | 1  | 0  | 1  | 21   | 3   | 0 | 8.57 | 12   | 9    | .750 | 0 | 0 | 0    |
| NHL totalt | NHL totalt        | NHL totalt | 68 | 34 | 34 | 4189 | 198 | 6 | 2.84 | 2134 | 1936 | .907 | 0 | 6 | 0    |

### Internationellt
| År     | Lag    | Turnering | SM | V | F | O | MIN | IM | N | GIM  | S | R | R% | M | A | Utv. |
| ------ | ------ | --------- | -- | - | - | - | --- | -- | - | ---- | - | - | -- | - | - | ---- |
| 1990   | Kanada | VM        | 10 | 4 | 3 | 1 | 457 | 27 | 0 | 3.54 | — | — | —  | — | — | —    |
| Totalt | Totalt | Totalt    | 10 | 4 | 3 | 1 | 457 | 27 | 0 | 3.54 | — | — | —  | — | — | —    |